# Élections législatives de 2002 dans l'Oise
Les élections législatives françaises de 2002 se déroulent les 9 et 16 juin 2002. Dans le département de l'Oise, sept députés sont à élire dans le cadre de sept circonscriptions.

## Élus
| Circonscription | Député sortant     | Parti | Parti | Député élu ou réélu    | Parti | Parti |
| --------------- | ------------------ | ----- | ----- | ---------------------- | ----- | ----- |
| 1re             | Yves Rome          |       | PS    | Olivier Dassault       |       | UMP   |
| 2e              | Béatrice Marre     |       | PS    | Jean-François Mancel   |       | UMP   |
| 3e              | Michel Françaix    |       | PS    | Michel Françaix        |       | PS    |
| 4e              | Arthur Dehaine     |       | RPR   | Éric Woerth            |       | UMP   |
| 5e              | Lucien Degauchy    |       | RPR   | Lucien Degauchy        |       | UMP   |
| 6e              | Patrice Carvalho   |       | PCF   | François-Michel Gonnot |       | UMP   |
| 7e              | Jean-Pierre Braine |       | PS    | Édouard Courtial       |       | UMP   |

## Résultats

### Résultats à l'échelle du département
| Parti                                    | Parti                               | Premier tour | Premier tour | Second tour | Second tour | Sièges |
| Parti                                    | Parti                               | Voix         | %            | Voix        | %           | Sièges |
| ---------------------------------------- | ----------------------------------- | ------------ | ------------ | ----------- | ----------- | ------ |
|                                          | Union pour un mouvement populaire   | 111 449      | 35,46        | 159 800     | 56,08       | 6      |
|                                          | Divers droite                       | 20 041       | 6,38         | Retrait     | Retrait     | 0      |
|                                          | Mouvement pour la France            | 4 418        | 1,41         |             |             | 0      |
|                                          | Majorité présidentielle             | 135 908      | 43,24        | 159 800     | 56,08       | 6      |
|                                          |                                     |              |              |             |             |        |
|                                          | Parti socialiste                    | 56 903       | 18,11        | 88 081      | 30,91       | 1      |
|                                          | Parti communiste français           | 23 823       | 7,58         | 20 881      | 7,33        | 0      |
|                                          | Les Verts                           | 14 283       | 4,54         | 16 200      | 5,68        | 0      |
|                                          | Pôle républicain                    | 6 610        | 2,10         |             |             | 0      |
|                                          | diss. Parti socialiste              | 1 225        | 0,39         | 0           |             |        |
|                                          | Gauche parlementaire                | 102 844      | 32,72        | 125 162     | 43,92       | 1      |
|                                          |                                     |              |              |             |             |        |
|                                          | Front national                      | 54 443       | 17,32        |             |             | 0      |
|                                          | Extrême gauche dont LCR, LO et PT   | 10 509       | 3,34         | 0           |             |        |
|                                          | Chasse, pêche, nature et traditions | 4 087        | 1,30         | 0           |             |        |
|                                          | Mouvement national républicain      | 3 130        | 1,00         | 0           |             |        |
|                                          | Mouvement écologiste indépendant    | 1 117        | 0,36         | 0           |             |        |
|                                          | Divers                              | 2 254        | 0,72         | 0           |             |        |
|                                          |                                     |              |              |             |             |        |
| Inscrits                                 | Inscrits                            | 507 936      | 100,00       | 507 830     | 100,00      | 7      |
| Abstentions                              | Abstentions                         | 186 865      | 36,79        | 208 984     | 41,15       |        |
| Votants                                  | Votants                             | 321 071      | 63,21        | 298 846     | 58,85       |        |
| Blancs et nuls                           | Blancs et nuls                      | 6 779        | 2,11         | 13 884      | 4,65        |        |
| Exprimés                                 | Exprimés                            | 314 292      | 97,89        | 284 962     | 95,35       |        |
| Source : Ministère de l'Intérieur - Oise |                                     |              |              |             |             |        |

### Résultats par circonscription

#### Première circonscription (Beauvais-Nord)
| Candidat       | Candidat             | Parti          | Premier tour | Premier tour | Second tour | Second tour |  |
| Candidat       | Candidat             | Parti          | Voix         | %            | Voix        | %           |  |
| -------------- | -------------------- | -------------- | ------------ | ------------ | ----------- | ----------- |  |
|                | Olivier Dassault élu | UMP            | 12 999       | 27,10        | 24 723      | 56,88       |  |
|                | Yves Rome sortant    | PS             | 12 066       | 25,16        | 18 745      | 43,12       |  |
|                | Caroline Cayeux      | Divers droite  | 9 372        | 19,54        | Retrait     | Retrait     |  |
|                | Thomas Joly          | FN             | 7 487        | 15,61        |             |             |  |
|                | Thierry Aury         | PCF            | 1 953        | 4,07         |             |             |  |
|                | Sonia Guillemant     | LO             | 830          | 1,73         |             |             |  |
|                | Patrick Vanhille     | Divers         | 675          | 1,41         |             |             |  |
|                | Jean-André Petit     | LCR            | 673          | 1,40         |             |             |  |
|                | Sébastien Rins       | Divers droite  | 594          | 1,24         |             |             |  |
|                | Daniel Caboche       | CPNT           | 572          | 1,19         |             |             |  |
|                | Annie Pelenc         | MPF            | 429          | 0,89         |             |             |  |
|                | Francis Rousselle    | MNR            | 308          | 0,64         |             |             |  |
|                |                      |                |              |              |             |             |  |
| Inscrits       | Inscrits             | Inscrits       | 74 839       | 100,00       | 74 837      | 100,00      |  |
| Abstentions    | Abstentions          | Abstentions    | 25 790       | 34,46        | 28 694      | 38,34       |  |
| Votants        | Votants              | Votants        | 49 049       | 65,54        | 46 143      | 61,66       |  |
| Blancs et nuls | Blancs et nuls       | Blancs et nuls | 1 091        | 2,22         | 2 675       | 5,8         |  |
| Exprimés       | Exprimés             | Exprimés       | 47 958       | 97,78        | 43 468      | 94,2        |  |

#### Deuxième circonscription (Beauvais-Ouest)
| Candidat       | Candidat                 | Parti            | Premier tour | Premier tour | Second tour | Second tour |  |
| Candidat       | Candidat                 | Parti            | Voix         | %            | Voix        | %           |  |
| -------------- | ------------------------ | ---------------- | ------------ | ------------ | ----------- | ----------- |  |
|                | Jean-François Mancel élu | UMP              | 19 092       | 38,17        | 24 851      | 54,99       |  |
|                | Béatrice Marre sortante  | PS               | 13 885       | 27,76        | 20 338      | 45,01       |  |
|                | Thérèsa Brochard         | FN               | 9 212        | 18,42        |             |             |  |
|                | Jean-Claude Giret        | MPF              | 1 727        | 3,45         |             |             |  |
|                | Jean-Luc Renier          | CPNT             | 1 124        | 2,25         |             |             |  |
|                | Geneviève Robin          | MÉI              | 1 117        | 2,23         |             |             |  |
|                | Sacha Fedunczyk          | Divers           | 1 025        | 2,05         |             |             |  |
|                | Renée Potchtovik         | LO               | 968          | 1,94         |             |             |  |
|                | Martine Souday           | LCR              | 940          | 1,88         |             |             |  |
|                | Marie-Laure Flury        | MNR              | 554          | 1,11         |             |             |  |
|                | Marie-France Contant     | Pôle républicain | 369          | 0,74         |             |             |  |
|                |                          |                  |              |              |             |             |  |
| Inscrits       | Inscrits                 | Inscrits         | 79 718       | 100,00       | 79 721      | 100,00      |  |
| Abstentions    | Abstentions              | Abstentions      | 28 278       | 35,47        | 31 574      | 39,61       |  |
| Votants        | Votants                  | Votants          | 51 440       | 64,53        | 48 147      | 60,39       |  |
| Blancs et nuls | Blancs et nuls           | Blancs et nuls   | 1 427        | 2,77         | 2 958       | 6,14        |  |
| Exprimés       | Exprimés                 | Exprimés         | 50 013       | 97,23        | 45 189      | 93,86       |  |

#### Troisième circonscription (Creil)
| Candidat       | Candidat                      | Parti               | Premier tour | Premier tour | Second tour | Second tour |  |
| Candidat       | Candidat                      | Parti               | Voix         | %            | Voix        | %           |  |
| -------------- | ----------------------------- | ------------------- | ------------ | ------------ | ----------- | ----------- |  |
|                | Michel Françaix sortant réélu | PS (Les Verts, PRG) | 11 384       | 30,06        | 17 137      | 50,5        |  |
|                | Cécile Brémard                | UMP                 | 10 015       | 26,44        | 16 799      | 49,5        |  |
|                | Michel Guiniot                | FN                  | 7 682        | 20,28        |             |             |  |
|                | Alain Blanchard               | PCF                 | 3 114        | 8,22         |             |             |  |
|                | Marianne Picard               | Pôle républicain    | 1 105        | 2,92         |             |             |  |
|                | Fabrice Ribère                | Divers droite       | 1 073        | 2,83         |             |             |  |
|                | Florence Naillou              | MPF                 | 737          | 1,95         |             |             |  |
|                | Roland Szpirko                | LO                  | 674          | 1,78         |             |             |  |
|                | Monique Rey                   | LCR                 | 646          | 1,71         |             |             |  |
|                | Jean-Pierre Steinhofer        | MNR                 | 552          | 1,46         |             |             |  |
|                | Jean-Marie Mignot             | CPNT                | 428          | 1,13         |             |             |  |
|                | Hélène Mathé                  | PT                  | 284          | 0,75         |             |             |  |
|                | Georges Tourat                | CNIP                | 179          | 0,47         |             |             |  |
|                | Bakari Foul                   | UDF                 | 0            | 0            |             |             |  |
|                |                               |                     |              |              |             |             |  |
| Inscrits       | Inscrits                      | Inscrits            | 64 589       | 100,00       | 64 490      | 100,00      |  |
| Abstentions    | Abstentions                   | Abstentions         | 25 822       | 39,98        | 28 965      | 44,91       |  |
| Votants        | Votants                       | Votants             | 38 767       | 60,02        | 35 525      | 55,09       |  |
| Blancs et nuls | Blancs et nuls                | Blancs et nuls      | 894          | 2,31         | 1 589       | 4,47        |  |
| Exprimés       | Exprimés                      | Exprimés            | 37 873       | 97,69        | 33 936      | 95,53       |  |

#### Quatrième circonscription (Senlis)
| Candidat       | Candidat                 | Parti          | Premier tour | Premier tour | Second tour | Second tour |  |
| Candidat       | Candidat                 | Parti          | Voix         | %            | Voix        | %           |  |
| -------------- | ------------------------ | -------------- | ------------ | ------------ | ----------- | ----------- |  |
|                | Éric Woerth élu          | UMP            | 22 700       | 44,62        | 28 973      | 64,14       |  |
|                | Delphine Schwindenhammer | Les Verts (PS) | 10 527       | 20,69        | 16 200      | 35,86       |  |
|                | Nadine Moutel            | FN             | 7 888        | 15,5         |             |             |  |
|                | Philippe Boulland        | Divers droite  | 2 399        | 4,72         |             |             |  |
|                | Jean-Christophe Canter   | Divers droite  | 2 174        | 4,27         |             |             |  |
|                | Jacqueline Léonard       | PCF            | 1 659        | 3,26         |             |             |  |
|                | Loïc Abrassart           | LCR            | 914          | 1,8          |             |             |  |
|                | Marie-Thérèse Kubera     | LO             | 820          | 1,61         |             |             |  |
|                | Didier Durouchoux        | MPF            | 661          | 1,3          |             |             |  |
|                | Jean-Marie Carlhian      | MNR            | 639          | 1,26         |             |             |  |
|                | Bernard Hédin            | CPNT           | 496          | 0,97         |             |             |  |
|                |                          |                |              |              |             |             |  |
| Inscrits       | Inscrits                 | Inscrits       | 83 674       | 100,00       | 83 667      | 100,00      |  |
| Abstentions    | Abstentions              | Abstentions    | 31 834       | 38,05        | 36 751      | 43,93       |  |
| Votants        | Votants                  | Votants        | 51 840       | 61,95        | 46 916      | 56,07       |  |
| Blancs et nuls | Blancs et nuls           | Blancs et nuls | 963          | 1,86         | 1 743       | 3,72        |  |
| Exprimés       | Exprimés                 | Exprimés       | 50 877       | 98,14        | 45 173      | 96,28       |  |

#### Cinquième circonscription (Compiègne)
| Candidat       | Candidat                      | Parti            | Premier tour | Premier tour | Second tour | Second tour |  |
| Candidat       | Candidat                      | Parti            | Voix         | %            | Voix        | %           |  |
| -------------- | ----------------------------- | ---------------- | ------------ | ------------ | ----------- | ----------- |  |
|                | Lucien Degauchy sortant réélu | UMP              | 19 818       | 48,21        | 23 715      | 63,66       |  |
|                | Laurence Rossignol            | PS               | 9 677        | 23,54        | 13 538      | 36,34       |  |
|                | Monique Burel                 | FN               | 6 153        | 14,97        |             |             |  |
|                | Hélène Masure                 | PCF              | 1 536        | 3,74         |             |             |  |
|                | Éric Dancoisne                | Les Verts        | 1 224        | 2,98         |             |             |  |
|                | Hélène Becherini              | LO               | 567          | 1,38         |             |             |  |
|                | Sophie Joubert                | LCR              | 509          | 1,24         |             |             |  |
|                | Christian Ganier              | CPNT             | 412          | 1            |             |             |  |
|                | Dominique Ciavatti            | CNIP             | 350          | 0,85         |             |             |  |
|                | Gustave Baillot               | MPF              | 273          | 0,66         |             |             |  |
|                | Muguette Udry                 | MNR              | 252          | 0,61         |             |             |  |
|                | Sylvie Chorowicz              | PT               | 192          | 0,47         |             |             |  |
|                | Odile Tissot                  | Pôle républicain | 143          | 0,35         |             |             |  |
|                |                               |                  |              |              |             |             |  |
| Inscrits       | Inscrits                      | Inscrits         | 65 787       | 100,00       | 65 788      | 100,00      |  |
| Abstentions    | Abstentions                   | Abstentions      | 24 039       | 36,54        | 27 260      | 41,44       |  |
| Votants        | Votants                       | Votants          | 41 748       | 63,46        | 38 528      | 58,56       |  |
| Blancs et nuls | Blancs et nuls                | Blancs et nuls   | 642          | 1,54         | 1 275       | 3,31        |  |
| Exprimés       | Exprimés                      | Exprimés         | 41 106       | 98,46        | 37 253      | 96,69       |  |

#### Sixième circonscription (Noyon)
| Candidat       | Candidat                   | Parti            | Premier tour | Premier tour | Second tour | Second tour |  |
| Candidat       | Candidat                   | Parti            | Voix         | %            | Voix        | %           |  |
| -------------- | -------------------------- | ---------------- | ------------ | ------------ | ----------- | ----------- |  |
|                | François-Michel Gonnot élu | UMP              | 17 094       | 38,13        | 21 781      | 51,05       |  |
|                | Patrice Carvalho sortant   | PCF              | 15 561       | 34,71        | 20 881      | 48,95       |  |
|                | Pierre Descaves            | FN               | 7 689        | 17,15        |             |             |  |
|                | Bernard Hellal             | Pôle républicain | 1 225        | 2,73         |             |             |  |
|                | Françoise Hacquart         | Les Verts        | 1 125        | 2,51         |             |             |  |
|                | Frédéric Létuve            | CPNT             | 547          | 1,22         |             |             |  |
|                | Jean-Marc Iskin            | LO               | 500          | 1,12         |             |             |  |
|                | Yves Bayart                | LCR              | 431          | 0,96         |             |             |  |
|                | Didier Andrieux            | MPF              | 299          | 0,67         |             |             |  |
|                | Gérard Debergue            | MNR              | 244          | 0,54         |             |             |  |
|                | Bernard Teper              | IR               | 112          | 0,25         |             |             |  |
|                |                            |                  |              |              |             |             |  |
| Inscrits       | Inscrits                   | Inscrits         | 69 410       | 100,00       | 69 409      | 100,00      |  |
| Abstentions    | Abstentions                | Abstentions      | 23 781       | 34,26        | 25 098      | 36,16       |  |
| Votants        | Votants                    | Votants          | 45 629       | 65,74        | 44 311      | 63,84       |  |
| Blancs et nuls | Blancs et nuls             | Blancs et nuls   | 802          | 1,76         | 1 649       | 3,72        |  |
| Exprimés       | Exprimés                   | Exprimés         | 44 827       | 98,24        | 42 662      | 96,28       |  |

#### Septième circonscription (Clermont)
| Candidat       | Candidat                   | Parti          | Premier tour | Premier tour | Second tour | Second tour |  |
| Candidat       | Candidat                   | Parti          | Voix         | %            | Voix        | %           |  |
| -------------- | -------------------------- | -------------- | ------------ | ------------ | ----------- | ----------- |  |
|                | Gérard Weyn                | PS             | 9 891        | 23,75        | 18 323      | 49,15       |  |
|                | Édouard Courtial élu       | UMP            | 9 731        | 23,37        | 18 958      | 50,85       |  |
|                | Georges Moreau             | FN             | 8 332        | 20,01        |             |             |  |
|                | Jean-Pierre Braine sortant | diss. PS       | 4 807        | 11,54        |             |             |  |
|                | Guilhem Ricalens           | RPF            | 2 141        | 5,14         |             |             |  |
|                | Patrick Malaizé            | Divers droite  | 1 759        | 4,22         |             |             |  |
|                | Pierre Bouillon            | Les Verts      | 1 407        | 3,38         |             |             |  |
|                | Raymond Hallard            | LO             | 847          | 2,03         |             |             |  |
|                | Arnaud Bevilacqua          | LCR            | 714          | 1,71         |             |             |  |
|                | Jean-Francis Bocquillet    | MNR            | 581          | 1,4          |             |             |  |
|                | Claude Lemaire             | CPNT           | 508          | 1,22         |             |             |  |
|                | Michel Guignes             | Divers         | 463          | 1,11         |             |             |  |
|                | Marcel Barra               | MPF            | 292          | 0,7          |             |             |  |
|                | Christophe Le Penru        | ND             | 91           | 0,22         |             |             |  |
|                | Alain Bock                 | Divers gauche  | 74           | 0,18         |             |             |  |
|                |                            |                |              |              |             |             |  |
| Inscrits       | Inscrits                   | Inscrits       | 69 919       | 100,00       | 69 918      | 100,00      |  |
| Abstentions    | Abstentions                | Abstentions    | 27 321       | 39,08        | 30 642      | 43,83       |  |
| Votants        | Votants                    | Votants        | 42 598       | 60,92        | 39 276      | 56,17       |  |
| Blancs et nuls | Blancs et nuls             | Blancs et nuls | 960          | 2,25         | 1 995       | 5,08        |  |
| Exprimés       | Exprimés                   | Exprimés       | 41 638       | 97,75        | 37 281      | 94,92       |  |